# Yevgueni Náyer
Yevgueni Yúrievich Náyer (en ruso: Евгений Юревич Наер; Moscú, 22 de junio de 1977) es un maestro de ajedrez ruso y campeón de Europa en 2015. Es también uno de los entrenadores de la federación femenina del equipo nacional ruso de ajedrez.

## Carrera
Ganó el Campeonato de Ajedrez Ciudad de Moscú en los años 1998 y 2003. En el año 2002 participó en la victoria en el Campeonato abierto de ajedrez de Estados Unidos con Gennadi Zaichik.
Náyer ganó el Open de Cappelle-la-Grande de 2004 en la muerte súbita a Kaido Külaots, Artyom Timofeev, Zoltan Gyimesi, Sergey Grigoriants y Kornéiev. En el mismo año, empató 1–3 con Michael Roiz y Leonid Gofshtein en el Festival de Ajedrez de Asdod. Ganó una medalla de oro en los Juegos Macabeos de 2005 en Israel. En 2007 ganó el 3er Abierto de Moscú, superando en tie-break a Vasily Yemelin.
Náyer ganó el Abierto Mundial de Ajedrez en Filadelfia en 2008 y 2009.
Él fue uno de los segundos de Gata Kamsky en su partido de 2009 su contra Veselin Topalov ("Campeonato Mundial de Ajedrez 2010").
En julio de 2009 empató en primer lugar con Robert Fontaine en el Open de Paleochora. En 2010, empató 2 a 5 con Michael Adams, Víctor Mikhalevski y Jiří Štoček en el 14º Open de Chicago.
En 2015 ganó el Campeonato de Europa Individual de ajedrez en Jerusalén con 8½/11. Esta victoria lo calificó para el Copa del Mundo de Ajedrez de 2015, donde fue eliminado en la primera ronda por Rauf Mamedov. Náyer ganó en 2016 el Abierto de Aeroflot , venciendo a Boris Gelfand en la muerte súbita, después de que ambos se calificaran con 6½/9 puntos; este logro le valió un lugar en el 2016 Dortmund Sparkassen Chess Meeting.En el año 2017, empató por el primer lugar con Emil Sutovsky en el 18 de  Torneo de Karpov en Poikovsky, Rusia.